# Ben Foster
Ben Foster, all'anagrafe Benjamin A. Foster (Boston, 29 ottobre 1980), è un attore statunitense.

## Biografia
Foster nasce a Boston, nel Massachusetts, il 29 ottobre 1980, da una famiglia ebraica di origini russe. I suoi genitori, Gillian Kirwan e Steven Foster, sono proprietari di un ristorante. Ha un fratello minore, Jon, anch'egli attore. Quando aveva quattro anni la sua famiglia si trasferisce a Fairfield, nell'Iowa, dove Foster è cresciuto ed il fratello è nato. Foster lascia la scuola a sedici anni e si trasferisce a Los Angeles, in California, dove ha una parte nella serie televisiva Tucker e Becca, nemici per la pelle (1996). Debutta come attore cinematografico nel film Scacco all'organizzazione (1996), in seguito al quale gli vengono proposte numerose parti in film TV e apparizioni a show televisivi, tra i quali una comparsa, ancora giovanissimo, nella celeberrima serie E.R. - Medici in prima linea.
Recita con Kirsten Dunst nel film Get Over It (2001), al quale segue Bang bang, sei morto (2002) dove interpreta il ruolo principale. Nel 2004 ha una parte in The Punisher e nel 2005 ha il ruolo di Marshall Krupcheck in Hostage con Bruce Willis, grazie al quale si fa notare per il suo talento e le sue potenzialità come attore. Partecipa a 22 episodi della serie televisiva Six Feet Under nel ruolo di Russel Corwin. In seguito partecipa a film come Alpha Dog (2006) e X-Men - Conflitto finale (2006), in quest'ultimo col ruolo del mutante Angelo.
Partecipa alla pellicola Quel treno per Yuma (2007) con Russell Crowe e, nello stesso anno, all'horror 30 giorni di buio con Josh Hartnett. Nel 2008 recita in Birds of America - Una famiglia incasinata con Hilary Swank. Nel 2012 partecipa al film Contraband con Mark Wahlberg. Nel 2013 prende parte al film Lone Survivor, incentrato su quattro Navy SEAL che, in missione in Afghanistan con l'obiettivo di neutralizzare un talebano, vengono assaliti da forze nemiche. Nel 2015 interpreta il ruolo del ciclista Lance Armstrong nel film biografico The Program, diretto da Stephen Frears. Nello stesso anno interpreta Medivh, il Guardiano di Tirisfal, in Warcraft - L'inizio. Successivamente recita in Hostiles - Ostili (2017) di Scott Cooper, in Senza lasciare traccia (2018) di Debra Granik e in Galveston (2018) di Mélanie Laurent.

### Vita privata
Nei primi mesi del 2012 inizia una relazione con la collega Robin Wright, fidanzandosi nel 2014. Dopo una breve pausa avvenuta nel novembre dello stesso anno, i due si lasciano nell'agosto 2015.
Nell'ottobre 2016 si fidanza con l'attrice Laura Prepon, sposandola il 3 giugno 2018 e avendo con lei due figli. Foster annuncia nel novembre 2024 di essersi separato da Prepon nel settembre 2023.

## Filmografia

### Cinema
- Scacco all'organizzazione (Kounterfeit), regia di John Mallory Asher (1996)
- Liberty Heights, regia di Barry Levinson (1999)
- Get Over It, regia di Tommy O'Haver (2001)
- Big Trouble - Una valigia piena di guai (Big Trouble), regia di Barry Sonnenfeld (2002)
- Bang bang, sei morto (Bang Bang You're Dead), regia di Guy Ferland (2002)
- In linea con l'assassino (Phone Booth), regia di Joel Schumacher (2002) – non accreditato
- Northfork, regia di Michael Polish (2003)
- Ore 11:14 - Destino fatale (11:14), regia di Greg Marcks (2003)
- The Punisher, regia di Jonathan Hensleigh (2004)
- Ingannevole è il cuore più di ogni cosa (The Heart Is Deceitful Above All Things), regia di Asia Argento (2004)
- Hostage, regia di Florent Emilio Siri (2005)
- Alpha Dog, regia di Nick Cassavetes (2006)
- X-Men - Conflitto finale (X-Men: The Last Stand), regia di Brett Ratner (2006)
- Quel treno per Yuma (3:10 to Yuma), regia di James Mangold (2007)
- 30 giorni di buio (30 Days of Night), regia di David Slade (2007)
- Birds of America - Una famiglia incasinata (Birds of America), regia di Craig Lucas (2008)
- Oltre le regole - The Messenger (The Messenger), regia di Oren Moverman (2009)
- Pandorum - L'universo parallelo (Pandorum), regia di Christian Alvart (2009)
- Professione assassino (The Mechanic), regia di Simon West (2011)
- Here, regia di Braden King (2011)
- Rampart, regia di Oren Moverman (2011)
- Passioni e desideri (360), regia di Fernando Meirelles (2011)
- Contraband, regia di Baltasar Kormákur (2012)
- Senza santi in paradiso (Ain't Them Bodies Saints), regia di David Lowery (2013)
- Giovani ribelli - Kill Your Darlings (Kill Your Darlings), regia di John Krokidas (2013)
- Lone Survivor, regia di Peter Berg (2013)
- The Program, regia di Stephen Frears (2015)
- L'ultima tempesta (The Finest Hours), regia di Craig Gillespie (2016)
- Hell or High Water, regia di David Mackenzie (2016)
- Warcraft - L'inizio (Warcraft), regia di Duncan Jones (2016)
- Inferno, regia di Ron Howard (2016)
- Rock 'n Roll, regia di Guillaume Canet (2017)
- Hostiles - Ostili (Hostiles), regia di Scott Cooper (2017)
- Senza lasciare traccia (Leave No Trace), regia di Debra Granik (2018)
- Galveston, regia di Mélanie Laurent (2018)
- Hustle, regia di Jeremiah Zagar (2022)
- The Contractor, regia di Tarik Saleh (2022)
- Medieval, regia di Petr Jákl (2022)
- Emancipation - Oltre la libertà (Emancipation), regia di Antoine Fuqua (2022)
- Finestkind, regia di Brian Helgeland (2023)

### Televisione
- Tucker e Becca, nemici per la pelle (Flash Forward) – serie TV, 26 episodi (1996-1997)
- You Wish – serie TV, 1 episodio (1998)
- La maledizione di Sarah (I've Been Waiting for You) – film TV, regia di Christopher Leitch (1998)
- Breakfast with Einstein – film TV, regia di Craig Shapiro (1998)
- 1973 – film TV, regia di Gail Mancuso (1998)
- Freaks and Geeks – serie TV, 2 episodi (1999-2000)
- In tribunale con Lynn (Family Law) – serie TV, 1 episodio (2000)
- Boston Public – serie TV, 2 episodi (2001-2002)
- The Laramie Project – film TV, regia di Moisés Kaufman (2002)
- The Dead Zone – serie TV, 1 episodio (2005)
- Six Feet Under – serie TV, 22 episodi (2003-2005)
- My Name Is Earl – serie TV, 2 episodi (2007)
- Harry Haft - Storia di un sopravvissuto (The Survivor), regia di Barry Levinson – film TV (2021)

## Teatro
- Orphans di Lyle Kessler, regia di Daniel Sullivan, con Alec Baldwin. Gerald Schoenfeld Theatre di Broadway (2013)
- Un tram che si chiama Desiderio di Tennessee Williams, regia di Benedict Andrews. Young Vic di Londra (2014)

## Doppiatori italiani
Nelle versioni in italiano delle opere in cui ha recitato, Ben Foster è stato doppiato da:
- Roberto Gammino in Quel treno per Yuma, 30 giorni di buio, Lone Survivor, Warcraft - L'inizio, Hustle, Emancipation - Oltre la libertà
- David Chevalier in Hostage, X-Men - Conflitto finale, Senza santi in paradiso, The Contractor
- Alessandro Quarta in Oltre le regole - The Messenger, The Program, Hostiles - Ostili
- Stefano Crescentini in Get Over It, Finestkind
- Loris Loddi in Alpha Dog, Rampart
- Gianfranco Miranda in L'ultima tempesta, Hell or High Water
- Alessio De Filippis in Tucker e Becca, nemici per la pelle
- Marco Vivio in Liberty Heights
- Emiliano Coltorti in Six Feet Under
- Giuseppe Calvetti in Bang, bang, sei morto
- Paolo Vivio in Ore 11:14 - Destino fatale
- Corrado Conforti in The Punisher
- Fabio Boccanera in My Name is Earl
- Nanni Venditti in Birds of America - Una famiglia incasinata
- Francesco Pezzulli in Pandorum - L'universo parallelo
- Fabrizio Manfredi in Professione assassino
- Massimiliano Alto in Passioni e desideri
- Massimiliano Manfredi in Contraband
- Paolo Macedonio in Giovani ribelli - Kill Your Darlings
- Edoardo Stoppacciaro in Inferno
- Andrea Lavagnino in Senza lasciare traccia
- Daniele Raffaeli in Galveston
- Massimo De Ambrosis in Harry Haft - Storia di un sopravvissuto
- Jacopo Venturiero in Medieval